# 戈亚斯州阿瓜斯林达斯
戈亚斯州阿瓜斯林达斯（葡萄牙語：Águas Lindas de Goiás）是巴西戈亚斯州的一个市镇。总面积191.198平方公里，总人口168919人，人口密度883.5人/平方公里。